# Jack DeSena
John Patrick DeSena, más conocido como Jack DeSena (Boston, 6 de diciembre de 1987), es un actor estadounidense conocido principalmente por darle la voz al personaje Sokka en Avatar: la leyenda de Aang.

## Biografía
DeSena nació bajo el nombre de John Patrick DeSena, en la ciudad de Boston (estado de Massachusetts), el 6 de diciembre de 1987. Su familia se trasladó a Irvine (estado de California) en 1999, donde DeSena asistió a la escuela.
Es más conocido por su trabajo en la serie de comedia All That, habiéndose unido al elenco del programa en el inicio de su séptima temporada, en 2001.
Desde 2016, el y su amigo Chris W. Smith han estado creando y actúando en sketches de comedia en su canal de YouTube "Chris & Jack".

## Etapa enAvatar
A la edad de 18 años, Jack DeSena entró a prestar su voz para el personaje animado de Sokka en la serie animada producida por Nickelodeon, Avatar: la leyenda de Aang. Sokka iba a ser mucho más débil, pero cuando DeSena fue y llevó vida al personaje, ellos comenzaron a escribir más sobre esta fuerza.

## Filmografía
| Película/serie                      | Papel       | Notas           |
| ----------------------------------- | ----------- | --------------- |
| 100 Things to Do Before High School | Sr. Roberts | 2014-2016       |
| Sam & Cat                           | Juez        | 1 episodio      |
| Campo de batalla                    | Cole Graner |                 |
| Generator Rex                       | Rand        | filmada en 2011 |
| Vida del dormitorio                 | Shane Relly |                 |
| Avatar: The Last Airbender          | Sokka       | 2005-2008       |
| Doraemon                            | Shiraa      | Completa        |
| All That                            | Él mismo    | 2001-2005       |
| The Dragon Prince                   | Callum      |                 |
| The Wild                            | Eze         |                 |